# Vanguard 2
Vanguard 2 fu un satellite artificiale lanciato il 17 febbraio 1959 da Cape Canaveral Air Force Station con un razzo Vanguard nell'ambito del progetto Vanguard. Fu il primo satellite meteorologico della storia.

## Descrizione

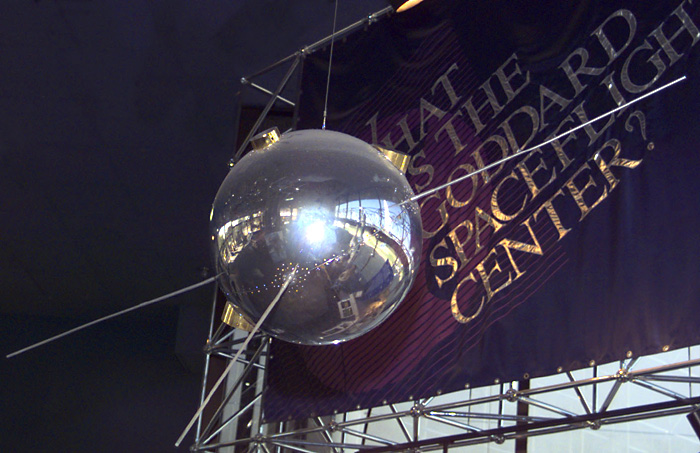
Modello del Vanguard 2

Il satellite era una sfera di magnesio con un diametro di 50,8 cm e pesava 10,8 kg; internamente la sfera era placcata in oro ed esternamente era ricoperta da un deposito di alluminio ricoperto a sua volta di ossido di silicio di sufficiente spessore per ottenere il controllo termico della strumentazione. Il satellite conteneva due telescopi ottici  con due fotocellule e un sistema per le comunicazioni radio. L'energia elettrica per la strumentazione era fornita da batterie al mercurio.

## Scopo della missione
Il satellite aveva il compito di misurare la densità delle nubi atmosferiche in funzione dell'altitudine, della latitudine, della stagione e dell'attività solare. Durante i 19 giorni di missione programmati le apparecchiature funzionarono normalmente, ma gli strumenti ottici poterono raccogliere pochi dati perché non si riuscì ad ottenere un orientamento soddisfacente dell'asse di rotazione del satellite.